# École des hautes études commerciales (Montreal)

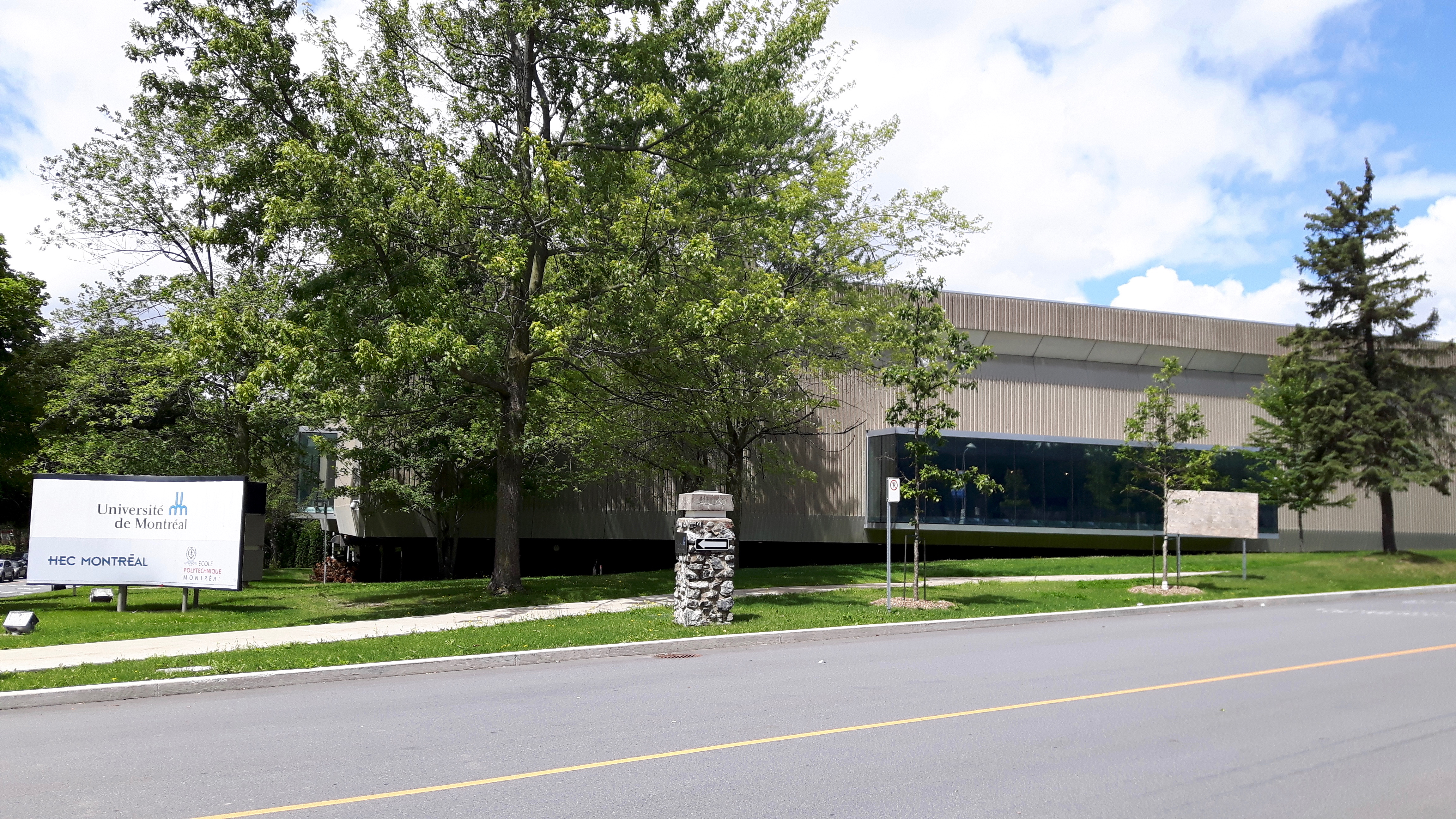
Pavillon Decelles, erbaut 1970

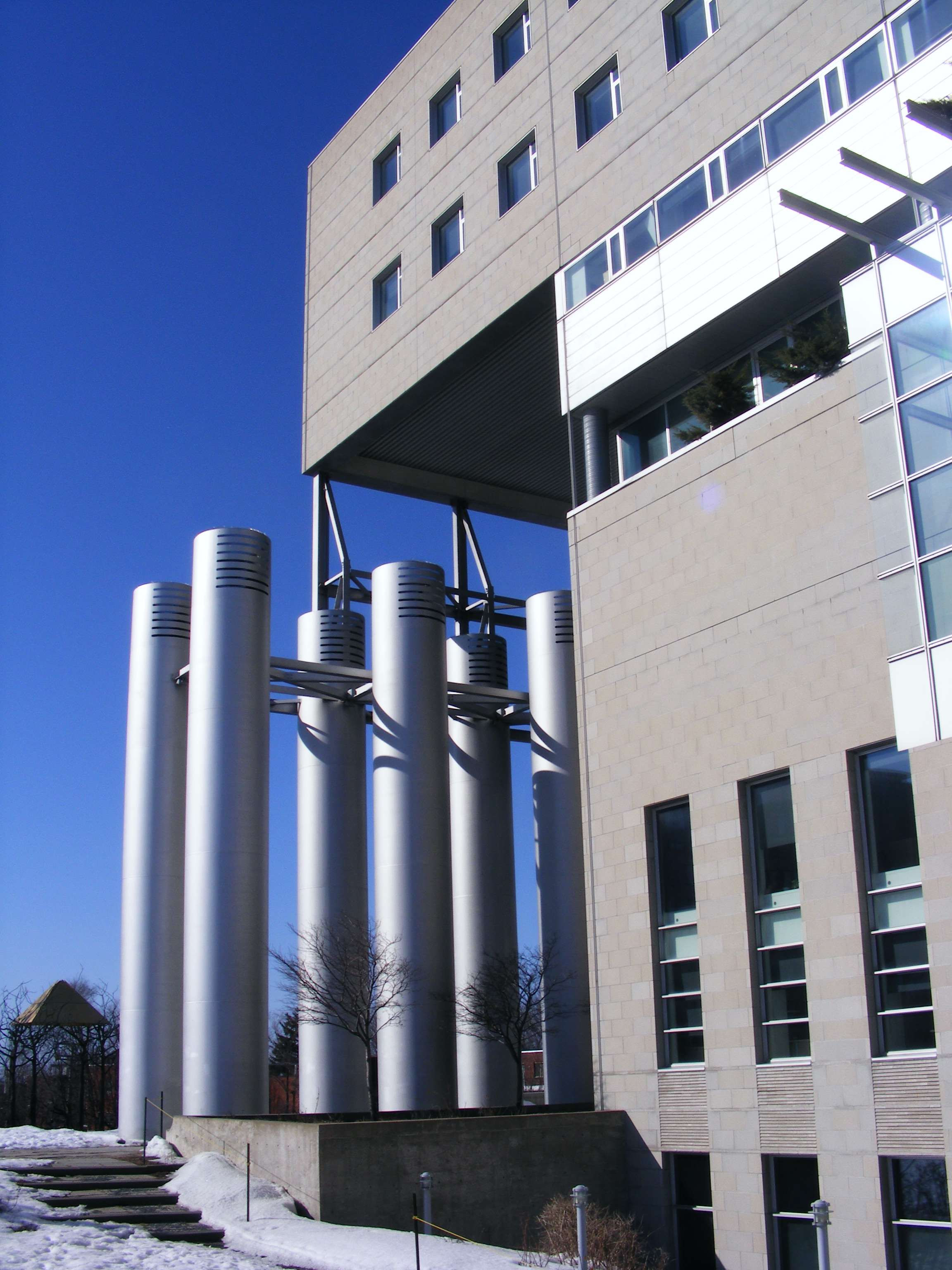
Campus Côte-Sainte-Catherine, erbaut 1996

HEC Montréal (École des Hautes Études commerciales) ist die älteste Wirtschaftshochschule Kanadas. Sie ist die erste nordamerikanische Universität, die die drei Akkreditierungen AACSB, EQUIS und AMBA hält. Die HEC ist mit der Universität Montreal verbunden.

## Geschichte
Das HEC Montréal wurde 1907 von der Handelskammer Montréal gegründet. 2007 wurde ihr 100-jähriges Bestehen gefeiert. Die Universität unterhält 50 Forschungszentren mit 22 Lehrstühlen. Zurzeit sind über 12.000 Studenten in den 33 Wirtschaftsprogrammen eingeschrieben.

## Studiengänge
Das HEC Montreal ist international ausgerichtet und hat ein internationales Austauschprogramm mit über 100 Universitäten in 34 Ländern an, darunter die ESCP Europe, HEC Paris, die Wirtschaftsuniversität Luigi Bocconi und der University of Warwick. Partnerschaften in Deutschland unterhält die Universität mit der Universität Mannheim, der WHU, der Frankfurt School of Finance & Management und der EBS Universität für Wirtschaft und Recht (EBS). HEC Montréal verfügt über einen  Trading Room mit Echtzeitdaten von Reuters, E-Signal und Bloomberg, der der Montréaler Börse als Ausweichräumlichkeit dient.
Die Unterrichtssprache ist Französisch, der MBA wird in Französisch und Englisch angeboten. Des Weiteren gibt es an der HEC Montreal einen selektiven trilingualen Bachelor-Studiengang in Business, der in Französisch, Spanisch und Englisch unterrichtet wird.

## Rankings
Bis 2008 wurde das HEC Montréal von der BusinessWeek als eine der zehn besten internationalen Business Schools gehandelt, im neuesten Ranking verliert es diese Platzierung. Des Weiteren wird der vom HEC Montréal angebotene MBA von Forbes' Business Schools ranking und „America Economia“ unter den Top 20 der MBA-Programme außerhalb der USA geführt. Auch das Wallstreet Journal und the Economist führen HEC Montréal als eine der besten Business Schools weltweit. Jedoch findet die Universität keine Erwähnung unter den Top 100 der „Financial Times“. HEC Montréal gehört zu der Gruppe neun kanadischer Wirtschaftsuniversitäten Canadian MBA.